# Marile speranțe (film din 1946)
Marile speranțe (titlul original: în engleză Great Expectations) este un film dramatic englez, realizat în 1946 de regizorul David Lean, ecranizare după romanul omonim a scriitorului Charles Dickens, protagoniști fiind actorii John Mills, Jean Simmons, Valerie Hobson și Alec Guinness.

## Distribuție
- John Mills – Pip ca adult
- Jean Simmons – Estella ca fată. (Simmons a interpretat rolul lui Miss Havisham în 1989 Great Expectations miniserie, regia Kevin Connor)
- Valerie Hobson – Estella Havisham ca adult, ca Molly
- Martita Hunt – Miss Havisham
- Finlay Currie – Abel Magwitch
- Francis L. Sullivan – Mr. Jaggers
- Bernard Miles – Joe Gargery
- Alec Guinness – Herbert Pocket ca adult
- Anthony Wager – Pip copil
- John Forrest – Herbert Pocket copil
- Freda Jackson – Mrs. Joe Gargery
- Eileen Erskine – Biddy
- Ivor Barnard – Mr. Wemmick
- Torin Thatcher – Bentley Drummle
- O. B. Clarence – părintele adult
- Hay Petrie – unchiul Pumblechook
- Everley Gregg – Sarah Pocket

## Primire
Într-un sondaj din 1999 al Institutului Britanic de Film (British Film Institute - BFI) filmul a fost desemnat ca fiind al 5-lea cel mai bun dintr-o listă de 100 de filme britanice.

### Premii și nominalizări
- 1948 - Premiile Oscar
  - pentru cea mai bună imagine lui Guy Green
  - pentru cele mai bune decoruri lui John Bryan și Wilfred Shingleton
  - Nominalizare pentru cel mai bun film lui Cineguild
  - Nominalizare pentru cel mai bun regizor lui David Lean
  - Nominalizare pentru cel mai bun scenariu adaptat lui David Lean, Ronald Neame și Anthony Havelock-Allan
- 1947 National Board of Review Award
  - cele mai bune zece filme